# Луїз Інасіо Лула да Сілва
Луїз Інасіо Лула да Сілва (порт. Luiz Inácio Lula da Silva; нар. 6 жовтня 1945, Каетес (Гараньюнс), Пернамбуку, Бразилія) — бразильський політик, 39-й Президент Бразилії. На посаді перебуває з 1 січня 2023 року, раніше перебував на посаді 35-го президента з 2003 до 2010 року. Став першим президентом Бразилії, обраним на третій термін, і першим, хто переміг чинного президента під час виборів.
З часів участі в профспілковому русі відоміший не за прізвищем, а на прізвисько «Лула». Пізніше це прізвисько було офіційно включено до складу імені.
Співзасновник і почесний голова соціалістичної Партії трудящих. Шість разів брав участь у президентських виборах. Перші три рази (1989, 1994 і 1998 роках) програв. Обраний в 2002 і переобраний в 2006. У 2022 році був переобраний на третій президентський термін.

## Молодість
Народився 27 жовтня 1945 в Гараньюнс. Він є сьомим з восьми дітей Арістідіса Інасіу да Сілви та Еурідісі Феррейри де Мелу. Через два тижні після народження його батько переїхав до Сантуса в штаті Сан-Паулу з Валдоміро Феррейрою де Гойс, двоюрідною сестрою Еурідісі.
У грудні 1952, коли Лулі було тільки сім років, його мати вирішила переїхати в Сан-Паулу з дітьми, щоб повторно зустрітися з чоловіком. Після тринадцатиденної поїздки в Пау-де-арара, вона прибула до Гуаріжа і виявила, що Арістідіс створив другу сім'ю з Валдоміро. Дві сім'ї Арістідіс жили в одному будинку деякий час, але їм жилося не дуже добре. Чотири роки потому, Еурідісі переїхала з дітьми в маленьку кімнату в барі в Сан-Паулу. Після цього Лула рідко бачив свого батька, який став алкоголіком і помер в 1978.

## Освіта і робота
Мав несистематичну освіту. Він не вмів читати до десяти років і залишив школу після четвертого класу, щоб працювати та допомагати сім'ї. Його робоче життя почалося в 12 років з професії вуличного продавця та полірувальника взуття.
У 14 років він отримав свою першу офіційну роботу на фабриці з обробки міді.
У 19 років він втратив мізинець лівої руки в результаті нещасного випадку, працюючи оператором пресу на заводі автомобільних запчастин. Після втрати пальця він звертався в кілька лікарень, поки не отримав допомогу. Цей досвід збільшив його інтерес участі в Союзі робітників. У той час він став залученим в дії союзу та займав кілька важливих посад союзу. Диктатура настійно приборкала дії профспілок, в результаті чого його політичні погляди змістилися вліво.
У 1969 він одружився з Марією ді Лурдіс, яка померла від гепатиту того ж року. У 1974 Лула одружився з вдовою Марізою, від якої у нього було три сини (він також взяв сина Марізи від її першого шлюбу). Раніше, того ж року, у нього з'явилася позашлюбна дочка від Міріам Кордейру — Луріа.

## Політична кар'єра
10 лютого 1980 група вчених, інтелігентів і молодіжних лідерів, у тому числі да Сілва, заснувала Партію трудящих (порт. Partido dos Trabalhadores), прогресивну партію з лівою ідеологією, створену за часів військової диктатури.
У 1982 додав прізвисько «Лула» до свого справжнього імені.
У 1983 брав участь у створенні бразильської федерації профспілок CUT (порт. Central Única dos Trabalhadores).
У 1984 Партія Трудящих і да Сілва брали участь у компанії на підтримку прямих президентських виборів «Джірейтас жа» (Права зараз же). Через те, що за конституцією 1967 президент Бразилії обирався парламентом, всі вони, починаючи з березневого путчу 1964, були вищими офіцерами. Зрештою в 1989 відбулися довгоочікувані вибори, бразильський народ голосував вперше за 29 років. На цих виборах переміг Фернанду Коллор ді Меллу, що обігнав да Сілву у другому турі.
У 1992 активно підтримував імпічмент Коллора, звинуваченого в корупції.
У 2000-х в Бразилії стались величезні економічні та соціальні зрушення завдяки політиці Лули, ключовими пунктами якої стали жорстка фінансова політика та контроль над інфляцією. Крім того, уряд Лули розробив цілий комплекс соціальних програм, головна з яких — т. зв. «Сімейний пакет» (порт. Bolsa Família), завдяки якій 12 млн найбідніших бразильських сімей отримували невеликі щомісячні виплати за умови, що їхні діти постійно відвідуватимуть школу й отримають необхідні медичні щеплення.
Соціальна нерівність в Бразилії досягла мінімального показника за останні півстоліття: з 1994 по 2010 рівень бідності в країні впав на 67,3 %, причому 50 % від цього падіння припали саме на роки президентства да Сілви.

## Після президентства
2 жовтня 2011 в Сирійсько-Ліванському госпіталі в Сан-Паулу у Лули був діагностований рак гортані зі злоякісними новоутвореннями в дихальному горлі. Він вирішив пройти хімієтерапію для усунення новоутворень, і 16 листопада пресслужба опублікувала фотографію його дружини, яка збривала його волосся та бороду, залишаючи Лулу лисим, але з вусами. Це був перший раз з часу відставки Лули, коли його бачили без бороди. Лула пройшов променеву терапію до повної ремісії раку. У березні 2012 оголосив про своє одужання і повернення в політику. Усупереч чуткам, на початку 2013 Лула оголосив, що більше не балотуватиметься в президенти, підтримавши свою наступницю Ділму Русеф.

## Друге президентство
У травні 2021 року заявив, що балотуватиметься на президентських виборах 2022 року. У першому турі виборів, який відбувся 2 жовтня 2022 року, здобув 48,40 % голосів проти 43,22 % у чинного президента Жаїра Болсонару. Переміг у другому турі, що відбувся 30 жовтня, здобувши 50,87 % голосів проти 49,13 % у Болсонару. Склав присягу 1 січня 2023 року.

### Позиція щодоросійського вторгнення в Україну
У травні 2022 року заявив, що Росія ніколи не повинна була здійснювати вторгнення в Україну, але український президент Зеленський так само винен у війні, як і Путін. За його словами, США і ЄС могли б уникнути вторгнення, заявивши, що Україна не вступатиме в НАТО, а президент США Байден міг уникнути війни, а не підбурювати її.

### Антисемітизм
Спочатку засудив атаку бойовиків ХАМАСу на Ізраїль в жовтні 2023 року, але потім також засудив антитерористичну операцію Ізраїлю в Секторі Гази, та порівняв її з Голокостом. Після таких заяв посол Бразилії в Ізраїлі Фредеріко Меєр був відкликаний, а Лула був оголошений персоною нон грата в Державі Ізраїль.

## Корупційний скандал
12 липня 2017 засуджений на 9,5 років в'язниці за участь у корупційній змові — отримав квартиру біля моря від будівельної компанії як хабар.. Після невдалої апеляції заарештований у квітні 2018 року, провів у в'язниці 580 днів. У листопаді 2019 року Верховний федеральний суд постановив, що ув'язнення з незавершеними апеляціями були незаконними, і Лулу звільнили з в'язниці. У березні 2021 року суддя Верховного суду Едсон Фачін постановив, що суд, який розглядав його справу, не мав належної юрисдикції. У квітні більшість суддів Верховного суду підтвердили рішення Фачіна про скасування кримінальних вироків проти Лули да Сілви, що дозволило йому балотуватися на президентських виборах.

## Українські нагороди
- Орден Свободи (24 листопада 2009, Україна) — за визначний внесок у розвиток українсько-бразильського співробітництва[17]
- Орден князя Ярослава Мудрого I ступеня (20 жовтня 2003, Україна) — за визначний особистий внесок у розвиток українсько-бразильських відносин[18]